# Закон про натуралізацію (1790)
Закон про натуралізацію 1790 (англ. United States Naturalization Law of March 26, 1790) — перший закон США, що регламентував надання американського громадянства. Дія закону стосувалася лише «вільних білих осіб» із «належними моральними якостями» та залишала за рамками контрактну прислугу (англ. indentured servant,  вільні негри і, пізніше, переселенці з Азії. Білі жінки також підпадали під дію закону, проте американське громадянство успадковувалося лише за батьківською лінією. Американське громадянство батька — єдиний чинник, який дозволяв претендувати на статус громадянина за народженням (англ. natural born citizen).

## Умови набуття громадянства
З метою перевірки «належних моральних якостей» для набуття громадянства було потрібно дворічне проживання на території США, у тому числі не менше одного року в конкретному штаті. Після досягнення цього терміну іммігрант мав право подати «петицію про натуралізацію» (англ. Petition for Naturalization) до будь-якого суду загального права, що має юрисдикцію в районі проживання. Переконавшись у належних моральних якостях заявника, суд приймав від нього присягу на вірність Конституції США, секретар суду робив запис про слухання, після чого заявник ставав громадянином Сполучених Штатів.
Закон гарантував громадянство США дітям громадян, народженим там. Вони вважалися громадянами з права народження.

## Подальші події
Закон 1790 замінений Законом про натуралізацію 1795, який встановлював п'ятирічний термін проживання в США для набуття громадянства.
Подальші зміни в політиці надання громадянства відбулися у другій половині ХІХ століття після громадянської війни 1861—1865. 14-та поправка до Конституції США в 1868 гарантувала громадянство всім народженим на території США, незалежно від раси, громадянства, місця народження батьків, виключно з корінними американцями, що жили в резерваціях.
Закон про натуралізацію 1870 поширював закон про громадянство на уродженців Африки. Рішення Верховного Суду США у справі США проти Вон Кім Арка (1898) гарантувало громадянство народженим у США дітям етнічних китайців.
Корінні американці набули громадянство у 1924, незалежно від того, чи належали вони до офіційно визнаного федеральним урядом племені. На той час 2/3 корінних американців уже були громадянами США. Закон про еміграцію та національності (1952) заборонив будь-яку расову або статеву дискримінацію при натуралізації.